# Sericochroa elegantissima
Sericochroa elegantissima är en fjärilsart som beskrevs av Felix Bryk 1953. Sericochroa elegantissima ingår i släktet Sericochroa och familjen tandspinnare. Inga underarter finns listade i Catalogue of Life.